# Hedvig Ulrika De la Gardie

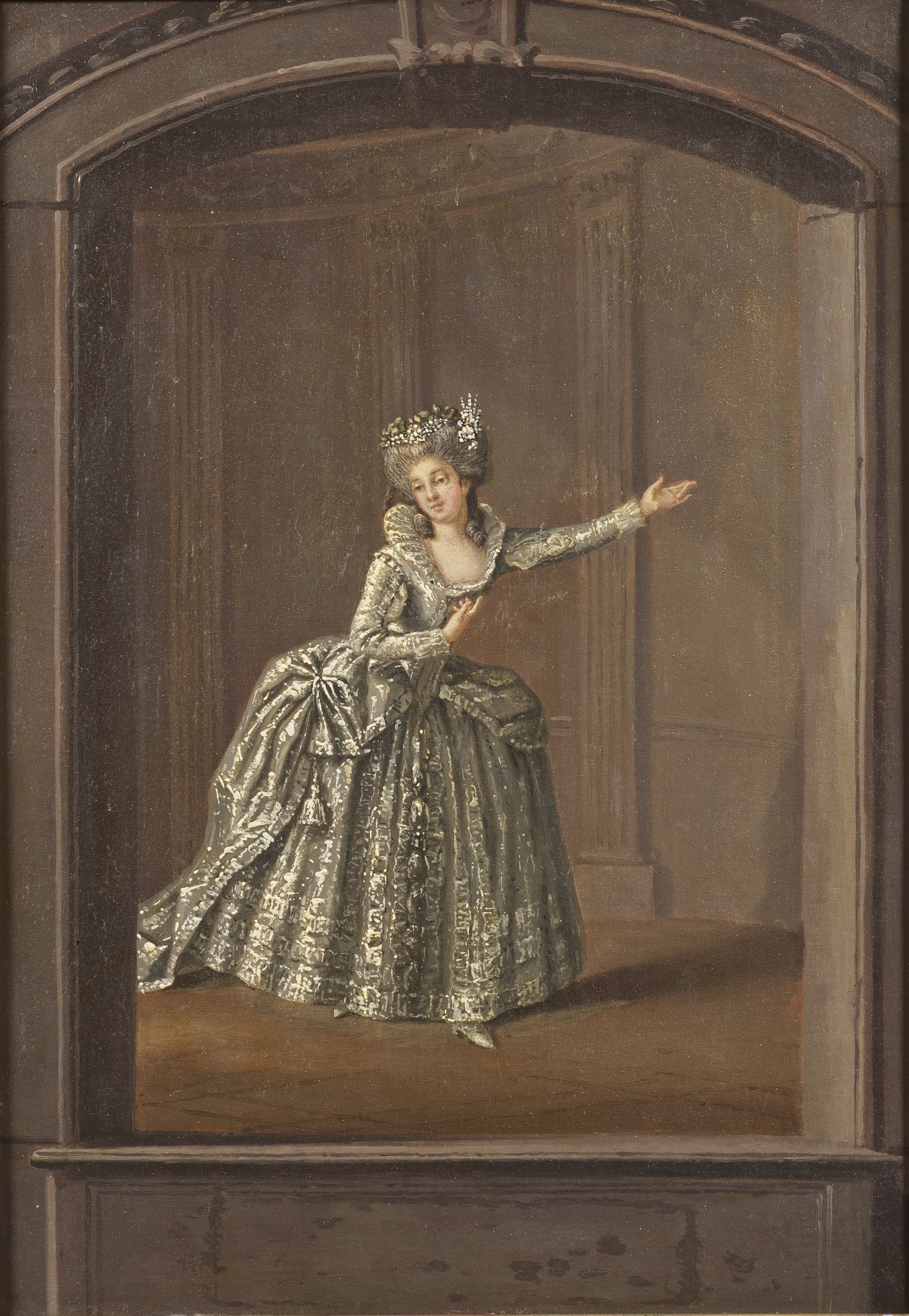
Hedvig Ulrika De la Gardie som skådespelare i Gustav III:s amatörteatersällskap, (Pehr Hilleström d.ä.) Nationalmuseum.

Hedvig Ulrika De la Gardie, född 29 november 1761 i Stockholm, död där 7 februari 1832, var en svensk grevinna och hovdam. Hon var gift med Gustaf Mauritz Armfelt. Hon var hovfröken hos Sofia Magdalena, hovmästarinna hos Gustav IV Adolf under hans tid som kronprins, "riksrådinna" (gift med ett riksråd), och överhovmästarinna för Gustav IV Adolfs barns hov. Hon var även hovdam åt Rysslands kejsarinna.

## Biografi

### Tidigt liv
Hedvig Ulrika De la Gardie var dotter till greve Carl Julius De la Gardie och grevinnan Magdalena Christina Stenbock; hennes mor var 1776–1797 överhovmästarinna hos Sofia Albertina. Under sin tid som hovfröken hos Sofia Magdalena intog hon en framträdande plats i hovets amatörteater. Bland de mest framstående medlemmarna i Gustav III:s amatörteater räknas Caroline Lewenhaupt, Carl von Fersen, Hedvig Ulrika De la Gardie, Nils Barck, Maria Aurora Uggla, Otto Jacob von Manteuffel Zöge, Bror Cederström samt systrarna Ulla von Höpken och Augusta Löwenhielm.
Hon gifte sig 7 augusti 1785 på Drottningholms slott med Gustaf Mauritz Armfelt. Makens smeknamn för henne i sina brev var "min Söta Pumpa". Han kallade sig "Din tjocka pojke". Hon beskrivs som tystlåten och pålitlig. Maken skall ha behandlat henne med aktning men inte älskat henne: han skall ha gift sig med henne främst för hennes efternamns skull och även lovat gifta sig med Magdalena Rudenschöld, med vilken han hade ett förhållande. Själv beskrivs hon som blint förälskad i Armfelt och övertygad om hans oskuld då han senare blev dömd för förräderi och lojal mot honom.

### Exil
Hedvig Ulrika De la Gardie flyttade 1792 till Neapel i Italien med sin man. Maken gav henne några viktiga papper, som hon grävde ned i ett schatull i trädgården med en anställds hjälp. Tjänaren skall ha sålt dessa papper, vilket bidrog till avslöjandet av Armfelts konspiration, och ersatt dem med blankt papper.
År 1794 reste hon genom Italien och Polen till Riga, där hon stannade hos en släkting i Livland. Hon blev under färden flera gånger, i Rom och Venedig, nästan arresterad på grund av arresteringsordern som utfärdats på maken. Hon fick dock tillsänd en reskassa av hertig Karl och tilläts behålla sin pension som hovfröken. Maken dömdes 1794 till döden för förräderi i sin frånvaro. Hans egendom i Sverige konfiskerades, och den tillföll då enligt praxis hans barn. På grund av makens dom räknades Hedvig Ulrika De la Gardie som barnens förmyndare snarare än enbart maken, som annars var dåtida lag, och hon fick därför ansvaret för egendomen. Hon förbjöds dock att bära makens efternamn och att vistas i Sverige. Hennes ekonomiska ombud i Sverige var Axel von Fersen den yngre.
I Riga anvisades paret att bo under Katarina den storas beskydd i Kaluga. 1796 reste hon till Sankt Petersburg för att be den nye tsaren om bättre villkor, men misslyckades. Vid Gustav IV:s myndighetsförklaring bad hon om tillstånd att återvända till Sverige. Hon återvände 1797 till Sverige, och fick tillstånd att använda makens efternamn och tillåtelse att vistas i Sverige, samt för maken att vistas överallt utom Sverige och Ryssland, och upphäva aktiv förföljelse. Efter svåra ansträngningar fick hon tillåtelse av tsaren för maken att lämna Ryssland, och hon mötte honom i Livland och reste 1798 till Berlin.

### Återkomst till Sverige
Hedvig Ulrika De la Gardie återvände 1799 till Sverige. Hon fick rang av riksrådinna och utnämndes till överhovmästarinna för kungabarnens hov, en tjänst hon hade från 1799 till 1803. Hon accepterade utnämningen på villkor att Armfelts landsförvisning upphävdes. Hennes villkor uppfylldes år 1800, sedan hon hotat att lämna anställningen om avtalet inte hölls. Armfelt underrättades även om att hans landsförvisning hade upphävts av hänsyn till hans maka och mor. Hon beundrades mycket för sin lojalitet mot Armfelt, medan däremot han själv ogillades och inte ansågs förtjäna hennes lojalitet. 1803 avskedades hon och erhöll titeln excellens, något som brukade ges åt kungabarnens överhovmästarinnor. Hon efterträddes av Christina Charlotta Stjerneld.

### Den andra exilen
I mars 1811 ryktades Armfelt ha förtalat kronprinsen, Karl Johan, och förbereda stämplingar mot honom i brev. Den franske ambassadören hade då länge försökt förmå Karl Johan att utvisa Armfelt. Armfelt fick ingen möjlighet att försvara sig, och Hedvig Ulrika De la Gardie försökte då själv inleda förhandlingar i hans ställe med Karl Johan via drottning Hedvig Elisabet Charlotta. Denna talade också med Karl Johan för hennes skull, men utan framgång. När Armfelt utvisades i april 1811 och emigrerade till Ryssland, flyttade Hedvig Ulrika De la Gardie omedelbart ut på landet och mottog därefter de båda ryska kejsarinnornas porträtt, vilket gjorde henne till en så kallad porträttdam, vilket var en hög rang i Ryssland. Hedvig Ulrika De la Gardie lämnade Sverige år 1812 och bosatte sig sedan med Armfelt i Ryssland. Före sin avresa sökte Karl Johan oväntat upp henne då hon var på besök hos Lars von Engeström och meddelade henne att han hade ändrat uppfattning om Armfelt, att han hade tagit miste och nu högaktade honom.
År 1814 blev hon ordensdam för den heliga Catharinas orden med lilla korset. Hon var statsdam hos Rysslands kejsarinna 1820–1822. Hon tillbringade sina sista år i Sverige. Hon är begravd i familjegraven i Halikko kyrka i Egentliga Finland, i närheten av Åminne herrgård, som var i familjen Armfelts ägo 1786–1925.
Barn:
1. Maria Magdalena Catharina Augusta Armfelt (1786–1845), grevinna
2. Gustaf Fredrik Armfelt (1788–1789)
3. Carl Armfelt, född och död 1788, (tvilling)
4. Magnus Armfelt, född och död 1788, (tvilling)
5. Gustaf Magnus Armfelt, (1792–1856), greve, generalmajor
6. Alexander Armfelt, (1794–1876), greve, kapten, ministerstatssekreterare, verkligt geheimeråd
7. Constantin Armfelt (1796–1797)
8. Carl Magnus Wilhelm Armfelt (1797–1878), greve

## Utmärkelser
- Sankta Katarinas orden av andra graden[3]

[Redigera Wikidata]